# Szentiványi Márton (politikus)
Szentiváni Szentiványi Márton (Szent-Ivány Márton; Szentiván, 1815. október 31. – Szentiván, 1895. június 17.) valóságos belső titkos tanácsos, főispán, a főrendiház tagja.

## Élete
1837-ben ügyvéd lett, 1844-ben Liptó vármegye főjegyzője, 1848-ban országgyűlési képviselő, 1859-ben a Liptó vármegyei evangélikus esperesség felügyelője. Ugyanez évben jelent meg szeptember 1-jén a Thun-féle császári nyílt parancs, mely, mint a protestáns egyházak önállósága ellen elkövetett sérelem, az országban a lehető legnagyobb ingerültséggel fogadtatott a szabadságszerető protestánsok, különösen a világi urak részéről. Ezek során Szentiványi is a császári pátens elleni engedetlenségre izgatott és emiatt mint közbékeháborító hat hónapi fogságra ítéltetett. De ez csak növelte hitsorsosai előtt tekintélyét, s 1860. július 12-én a pozsonyi kerületi konventen a dunáninneni evangélikus egyházkerület felügyelőjévé választatott, ugyanez évben Liptó vármegye főispánja, 1881-ben pedig belső titkos tanácsos lett. A Szent István-rend kiskeresztese, a Ferenc József-rend és a porosz Johannita-rend lovagja volt.
Beszédei az egykorú hírlapokban és a főrendiház Naplójában jelentek meg.